# Agathidium rumsfeldi
Agathidium rumsfeldi is een kever uit de familie truffelkevers (Leiodidae) die voorkomt in Hidalgo en Chiapas (Mexico). De soort is genoemd naar de Amerikaanse minister van defensie Donald Rumsfeld. Dit dier is 2,73 tot 3,03 mm lang en heeft een kop van 0,61 tot 0,66 mm. De kop is rood, de buik roodgeel, en de poten geel.